# Petauristodon
Petauristodon is een geslacht van uitgestorven eekhoorns en verwant aan de vliegende eekhoorns. Dit dier leefde tijdens het Laat-Oligoceen en Mioceen in Noord-Amerika.

## Fossiele vondsten
Fossielen van Petauristodon zijn gevonden in de Verenigde Staten, de Canadese provincie Saskatchewan en Panama. De oudste vondsten dateren uit het Laat-Oligoceen en zijn gevonden in Nebraska in de Arikaree-groep, de naamgevende locatie van de North American Land Mammal Age Arikareean. De Panamese vondsten zijn gedaan in de Culebra-kloof. In de Las Cascadas-formatie (Laat-Arikareean, 23-20 miljoen jaar oud) zijn fossielen gevonden van Petauristodon die niet tot op soortniveau beschreven konden worden. In de La Cucaracha-formatie (Vroeg-Hemingfordian, 19,1-18,8 miljoen jaar oud) zijn vondsten gedaan van een grote en een kleinere soort behorend tot Petauristodon.

## Kenmerken
De verwantschap van Petauristodon met de hedendaagse vliegende eekhoorns is onduidelijk. Op basis van de bouw van de enkel wordt bovendien betwijfeld of Petauristodon kon zweven.